# Pterogobius virgo
Pterogobius virgo és una espècie de peix de la família dels gòbids i de l'ordre dels perciformes.

## Hàbitat
És un peix marí, de clima temperat i demersal.

## Distribució geogràfica
Es troba al Japó i la Península de Corea.

## Observacions
És inofensiu per als humans.